# ТЖВ Гредељ
Творница железничких возила д.о.о. (скраћено ТЖВ Гредељ) основана је 1894. године као главна радионица Мађарских државних железница за поправак и главни преглед парних локомотива. Данас највећи део своје производње ТЖВ Гредељ реализује за Хрватске железнице. 
ТЖВ Гредељ бави се:
- пројектовањем и производњом:
  - свих врста вагона,
  - трамвајских возила,
  - окретних постоља,
  - сандука електричних локомотива,
  - посуда под притиском,
  - вретенастих дизалица разних носивости,
  - откивака свих облика и квалитете,
  - одлева сивог лијева и обојених ковина,
  - докнадних делова за железничка возила,
  - возила за брушење трамвајских трачница и др,
- ремонтом и одржавањем:
  - дизелских и електричних локомотива,
  - дизел-моторних и електромоторних влакова,
  - путничких, службених и поштанских вагона,
  - теретних вагона,
  - тешких моторних дрезина,
  - кочних уређаја и опреме,
  - посуда под притиском,
  - вретенастих дизалица,
  - алатних машина и
  - трамвајских возила.